# Intermodulazione
In telecomunicazioni ed elettronica con il termine intermodulazione o  distorsione di intermodulazione si intendono quei fenomeni che si producono quando un segnale transita in apparati o mezzi non lineari con produzione di frequenze spurie rispetto a quelle desiderate, ovvero traslate da una banda all'altra. L'intermodulazione produce, quindi, un disturbo o interferenza nei segnali presenti in bande differenti da quelle inizialmente considerate. Nella pratica il fenomeno si verifica spesso dato che molti sistemi fisici esibiscono un comportamento non lineare nella relazione tra l'ingresso e l'uscita.

## Descrizione
La  distorsione di intermodulazione si riscontra, nel caso più semplice, effettuando operazioni non lineari su due segnali sinusoidali. Tali operazioni, al contrario di quelle che godono della proprietà di linearità (somme e sottrazioni), alterano il contenuto armonico dei segnali.
Ad esempio la moltiplicazione tra segnali produce armoniche pari alla somma e alla differenza delle frequenze iniziali, come si può capire con questa identità trigonometrica:
{\displaystyle sin(\omega _{1}t)\cos(\omega _{2}t)={\frac {1}{2}}\sin[(\omega _{1}+\omega _{2})t]+{\frac {1}{2}}\sin[(\omega _{1}-\omega _{2})t]}

### Cause dell'intermodulazione
Un sistema lineare non può produrre intermodulazione. Si consideri un sistema lineare tempo invariante, avente come ingresso {\displaystyle ~x(t)} e come uscita {\displaystyle ~y(t)}, espresso nella forma
{\displaystyle \ y(t)=\alpha \,x(t)}
L'uscita conterrà solo armoniche della stessa frequenza dell'ingresso. Infatti se
{\displaystyle ~x(t)=\sum _{n}A_{n}\cos(\omega _{n}t)}
si avrà
{\displaystyle ~y(t)=\sum _{n}\alpha \,A_{n}\cos(\omega _{n}t+\phi )}.
Nel caso in cui, invece, il sistema presenti delle non linearità in uscita si avranno armoniche a frequenze differenti da quelle in ingresso. Per fissare le idee si consideri il seguente sistema
{\displaystyle \ y(t)=\alpha _{1}\,x(t)+\alpha _{2}\,x^{2}(t)}
Se l'ingresso contiene una sola armonica, ovvero {\displaystyle ~x(t)=A\cos(\omega _{1}t)}, l'uscita conterrà armoniche aventi pulsazioni pari a {\displaystyle \omega _{1},\,2\omega _{1}}. Più in generale un sistema non lineare avente in ingresso un'armonica a pulsazione {\displaystyle ~\omega } produrrà in uscita armoniche a pulsazioni pari a {\displaystyle ~k\,\omega ,\;\;k\in \mathbb {Z} }. Questi termini costituiscono la distorsione armonica e non vanno confusi con l'intermodulazione. Questa si ha solo quando il sistema non lineare presenta in ingresso un segnale avente più armoniche. A titolo di esempio si considera il sistema
{\displaystyle \ y(t)=\alpha _{1}\,x(t)+\alpha _{3}\,x^{3}(t)}
avente come ingresso il segnale {\displaystyle ~x(t)=A_{1}\cos(\omega _{1}t)+A_{2}\cos(\omega _{2}t)}. Svolgendo i calcoli si osserva come l'uscita presenti armoniche alle pulsazioni {\displaystyle \omega _{1},\omega _{2},3\omega _{1},3\omega _{2},2\omega _{2}\pm \omega _{1},2\omega _{1}\pm \omega _{2}}. I termini di intermodulazione sono dati dalle armoniche {\displaystyle 2\omega _{2}\pm \omega _{1},2\omega _{1}\pm \omega _{2}}.
In generale, dato un ingresso formato da N armoniche con pulsazioni {\displaystyle \omega _{1},\omega _{2},\ldots ,\omega _{N}} l'uscita conterrà armoniche con pulsazioni
{\displaystyle k_{1}\omega _{1}+k_{2}\omega _{2}+\cdots +k_{N}\omega _{N},}
dove i coefficienti {\displaystyle k_{1},k_{2},\ldots ,k_{N}} sono numeri interi.

### Ordine
Si definisce ordine del termine di intermodulazione il valore di
{\displaystyle \ O=\left|k_{1}\right|+\left|k_{2}\right|+\cdots +\left|k_{N}\right|,}
Nell'esempio visto nella sezione precedente, l'armonica avente pulsazione {\displaystyle 2\omega _{2}-\omega _{1}} rappresenta un termine di intermodulazione del terzo ordine.